# NBA Most Valuable Player Award

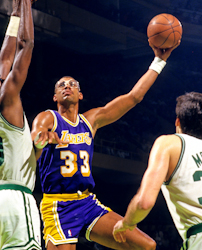
Kareem Abdul-Jabbar – sześciokrotny zdobywca nagrody

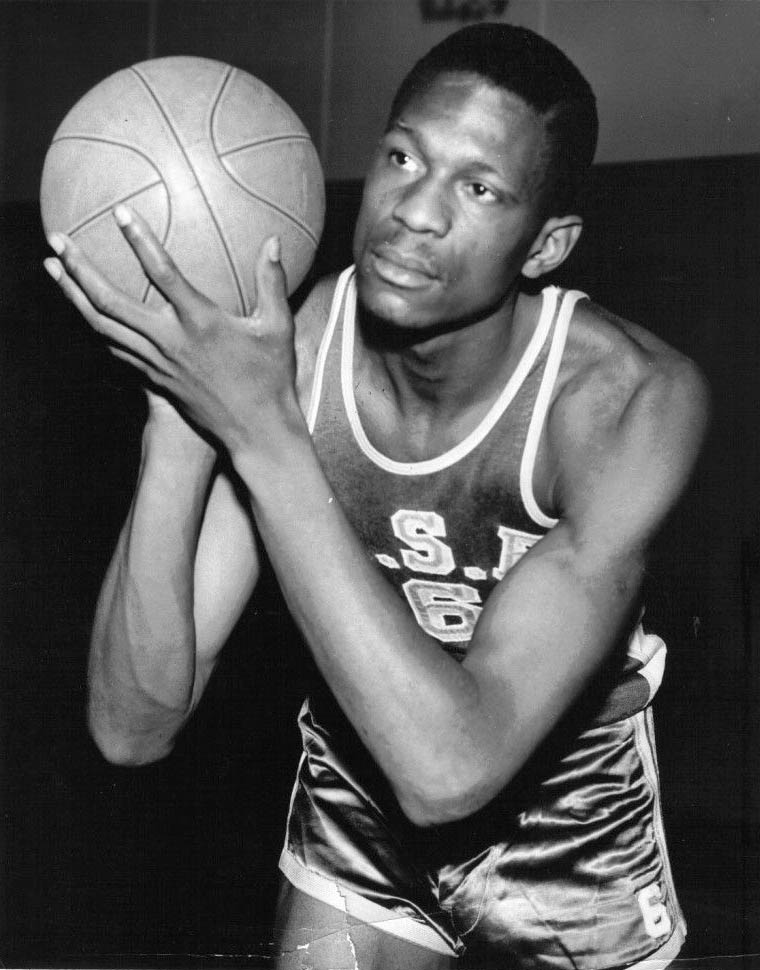
Bill Russell – pięciokrotny zdobywca nagrody

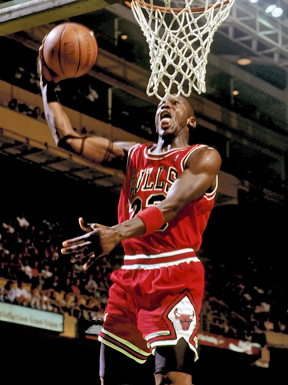
Michael Jordan – pięciokrotny zdobywca nagrody

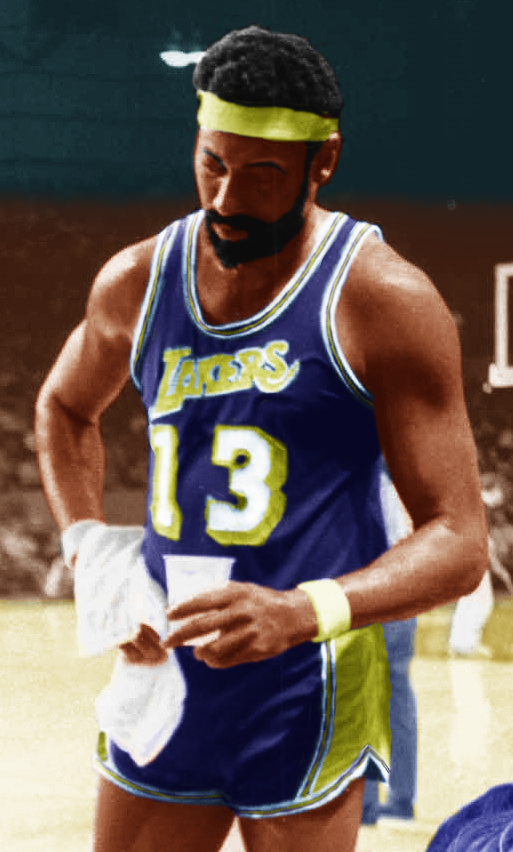
Wilt Chamberlain – czterokrotny zdobywca nagrody

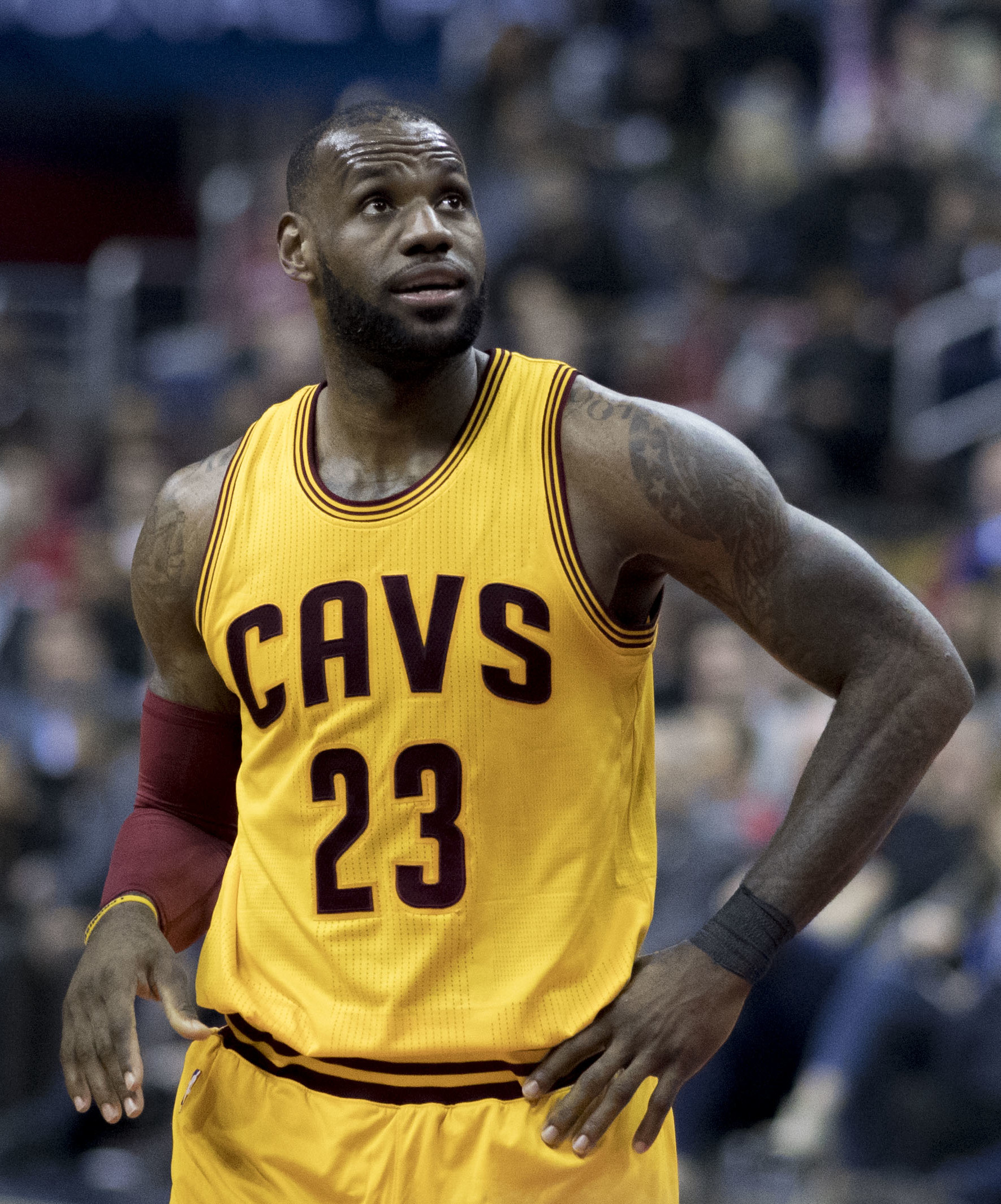
LeBron James – czterokrotny zdobywca nagrody

NBA Most Valuable Player Award (Nagroda MVP NBA) – nagroda dla najwartościowszego gracza w lidze NBA. Przyznawana od 1956 roku. Jest najważniejszą nagrodą indywidualną w NBA. Symbolizuje ją statuetka Maurice Podoloff Trophy.
Najwięcej trofeów – sześć – zdobył Kareem Abdul-Jabbar.
Najmłodszym zdobywcą jest Derrick Rose, w momencie otrzymania wyróżnienia miał 22 lata. Najstarszym zawodnikiem, który dostał tę nagrodę jest Karl Malone, ówczesny gracz Utah Jazz miał 36 lat. Jedynymi zawodnikami, którzy w tym samym sezonie zdobyli MVP i nagrodę dla najlepszego obrońcy ligi są Michael Jordan (1987/88), Hakeem Olajuwon (1993/94) oraz Janis Andetokunmbo (2019/20). W 2016 roku Stephen Curry został pierwszym i jak dotąd jedynym jednogłośnie wybranym MVP sezonu zasadniczego.

## Zdobywcy
|              | Zawodnik wciąż grający w NBA                        |
|              | Zawodnik włączony do koszykarskiej galerii sław     |
| Zawodnik (X) | Liczba zdobytych do danego roku tytułów MVP finałów |

| Sezon   | Zwycięzca               | Narodowość        | Drużyna                   |
| ------- | ----------------------- | ----------------- | ------------------------- |
| 1955/56 | Bob Pettit              | Stany Zjednoczone | St. Louis Hawks           |
| 1956/57 | Bob Cousy               | Stany Zjednoczone | Boston Celtics            |
| 1957/58 | Bill Russell            | Stany Zjednoczone | Boston Celtics (2)        |
| 1958/59 | Bob Pettit (2)          | Stany Zjednoczone | St. Louis Hawks (2)       |
| 1959/60 | Wilt Chamberlain        | Stany Zjednoczone | Philadelphia Warriors     |
| 1960/61 | Bill Russell (2)        | Stany Zjednoczone | Boston Celtics (3)        |
| 1961/62 | Bill Russell (3)        | Stany Zjednoczone | Boston Celtics (4)        |
| 1962/63 | Bill Russell (4)        | Stany Zjednoczone | Boston Celtics (5)        |
| 1963/64 | Oscar Robertson         | Stany Zjednoczone | Cincinnati Royals         |
| 1964/65 | Bill Russell (5)        | Stany Zjednoczone | Boston Celtics (6)        |
| 1965/66 | Wilt Chamberlain (2)    | Stany Zjednoczone | Philadelphia 76ers        |
| 1966/67 | Wilt Chamberlain (3)    | Stany Zjednoczone | Philadelphia 76ers (2)    |
| 1967/68 | Wilt Chamberlain (4)    | Stany Zjednoczone | Philadelphia 76ers (3)    |
| 1968/69 | Wes Unseld              | Stany Zjednoczone | Baltimore Bullets         |
| 1969/70 | Willis Reed             | Stany Zjednoczone | New York Knicks           |
| 1970/71 | Lew Alcindor            | Stany Zjednoczone | Milwaukee Bucks           |
| 1971/72 | Kareem Abdul-Jabbar (2) | Stany Zjednoczone | Milwaukee Bucks (2)       |
| 1972/73 | Dave Cowens             | Stany Zjednoczone | Boston Celtics            |
| 1973/74 | Kareem Abdul-Jabbar (3) | Stany Zjednoczone | Milwaukee Bucks (2)       |
| 1974/75 | Bob McAdoo              | Stany Zjednoczone | Buffalo Braves            |
| 1975/76 | Kareem Abdul-Jabbar (4) | Stany Zjednoczone | Los Angeles Lakers        |
| 1976/77 | Kareem Abdul-Jabbar (5) | Stany Zjednoczone | Los Angeles Lakers (2)    |
| 1977/78 | Bill Walton             | Stany Zjednoczone | Portland Trail Blazers    |
| 1978/79 | Moses Malone            | Stany Zjednoczone | Houston Rockets           |
| 1979/80 | Kareem Abdul-Jabbar (6) | Stany Zjednoczone | Los Angeles Lakers (3)    |
| 1980/81 | Julius Erving           | Stany Zjednoczone | Philadelphia 76ers(4)     |
| 1981/82 | Moses Malone (2)        | Stany Zjednoczone | Houston Rockets (2)       |
| 1982/83 | Moses Malone (3)        | Stany Zjednoczone | Philadelphia 76ers (5)    |
| 1983/84 | Larry Bird              | Stany Zjednoczone | Boston Celtics (7)        |
| 1984/85 | Larry Bird (2)          | Stany Zjednoczone | Boston Celtics (8)        |
| 1985/86 | Larry Bird (3)          | Stany Zjednoczone | Boston Celtics (9)        |
| 1986/87 | Magic Johnson           | Stany Zjednoczone | Los Angeles Lakers(4)     |
| 1987/88 | Michael Jordan          | Stany Zjednoczone | Chicago Bulls             |
| 1988/89 | Magic Johnson (2)       | Stany Zjednoczone | Los Angeles Lakers (5)    |
| 1989/90 | Magic Johnson (3)       | Stany Zjednoczone | Los Angeles Lakers (6)    |
| 1990/91 | Michael Jordan (2)      | Stany Zjednoczone | Chicago Bulls (2)         |
| 1991/92 | Michael Jordan (3)      | Stany Zjednoczone | Chicago Bulls (3)         |
| 1992/93 | Charles Barkley         | Stany Zjednoczone | Phoenix Suns              |
| 1993/94 | Hakeem Olajuwon         | /                 | Houston Rockets (3)       |
| 1994/95 | David Robinson          | Stany Zjednoczone | San Antonio Spurs         |
| 1995/96 | Michael Jordan (4)      | Stany Zjednoczone | Chicago Bulls (4)         |
| 1996/97 | Karl Malone             | Stany Zjednoczone | Utah Jazz                 |
| 1997/98 | Michael Jordan (5)      | Stany Zjednoczone | Chicago Bulls (5)         |
| 1998/99 | Karl Malone (2)         | Stany Zjednoczone | Utah Jazz (2)             |
| 1999/00 | Shaquille O’Neal        | Stany Zjednoczone | Los Angeles Lakers (7)    |
| 2000/01 | Allen Iverson           | Stany Zjednoczone | Philadelphia 76ers (6)    |
| 2001/02 | Tim Duncan              | Stany Zjednoczone | San Antonio Spurs (2)     |
| 2002/03 | Tim Duncan (2)          | Stany Zjednoczone | San Antonio Spurs (3)     |
| 2003/04 | Kevin Garnett           | Stany Zjednoczone | Minnesota Timberwolves    |
| 2004/05 | Steve Nash              | Kanada            | Phoenix Suns (2)          |
| 2005/06 | Steve Nash (2)          | Kanada            | Phoenix Suns (3)          |
| 2006/07 | Dirk Nowitzki           | Niemcy            | Dallas Mavericks          |
| 2007/08 | Kobe Bryant             | Stany Zjednoczone | Los Angeles Lakers (8)    |
| 2008/09 | LeBron James            | Stany Zjednoczone | Cleveland Cavaliers       |
| 2009/10 | LeBron James (2)        | Stany Zjednoczone | Cleveland Cavaliers (2)   |
| 2010/11 | Derrick Rose            | Stany Zjednoczone | Chicago Bulls (6)         |
| 2011/12 | LeBron James (3)        | Stany Zjednoczone | Miami Heat                |
| 2012/13 | LeBron James (4)        | Stany Zjednoczone | Miami Heat (2)            |
| 2013/14 | Kevin Durant            | Stany Zjednoczone | Oklahoma City Thunder     |
| 2014/15 | Stephen Curry           | Stany Zjednoczone | Golden State Warriors (2) |
| 2015/16 | Stephen Curry (2)       | Stany Zjednoczone | Golden State Warriors (3) |
| 2016/17 | Russell Westbrook       | Stany Zjednoczone | Oklahoma City Thunder (2) |
| 2017/18 | James Harden            | Stany Zjednoczone | Houston Rockets (4)       |
| 2018/19 | Janis Andetokunmbo      | Grecja            | Milwaukee Bucks (4)       |
| 2019/20 | Janis Andetokunmbo (2)  | Grecja            | Milwaukee Bucks (5)       |
| 2020/21 | Nikola Jokić            | Serbia            | Denver Nuggets            |
| 2021/22 | Nikola Jokić (2)        | Serbia            | Denver Nuggets (2)        |
| 2022/23 | Joel Embiid             | /                 | Philadelphia 76ers (7)    |
| 2023/24 | Nikola Jokić (3)        | Serbia            | Denver Nuggets (3)        |
| 2024/25 | Shai Gilgeous-Alexander | Kanada            | Oklahoma City Thunder (3) |

## Wielokrotni zwycięzcy
| Liczba zwycięstw | Zwycięzca           | Drużyna                                            | Lata                               |
| ---------------- | ------------------- | -------------------------------------------------- | ---------------------------------- |
| 6                | Kareem Abdul-Jabbar | Milwaukee Bucks (3) / Los Angeles Lakers (3)       | 1971, 1972, 1974, 1976, 1977, 1980 |
| 5                | Bill Russell        | Boston Celtics                                     | 1958, 1961, 1962, 1963, 1965       |
| 5                | Michael Jordan      | Chicago Bulls                                      | 1988, 1991, 1992, 1996, 1998       |
| 4                | Wilt Chamberlain    | Philadelphia Warriors (1) / Philadelphia 76ers (3) | 1960, 1966, 1967, 1968             |
| 4                | LeBron James        | Cleveland Cavaliers (2) / Miami Heat (2)           | 2009, 2010, 2012, 2013             |
| 3                | Moses Malone        | Houston Rockets (2) / Philadelphia 76ers (1)       | 1979, 1982, 1983                   |
| 3                | Larry Bird          | Boston Celtics                                     | 1984, 1985, 1986                   |
| 3                | Magic Johnson       | Los Angeles Lakers                                 | 1987, 1989, 1990                   |
| 3                | Nikola Jokić        | Denver Nuggets                                     | 2021, 2022, 2024                   |
| 2                | Bob Pettit          | St. Louis Hawks                                    | 1956, 1959                         |
| 2                | Karl Malone         | Utah Jazz                                          | 1997, 1999                         |
| 2                | Tim Duncan          | San Antonio Spurs                                  | 2002, 2003                         |
| 2                | Steve Nash          | Phoenix Suns                                       | 2005, 2006                         |
| 2                | Stephen Curry       | Golden State Warriors                              | 2015, 2016                         |
| 2                | Janis Andetokunmbo  | Milwaukee Bucks                                    | 2019, 2020                         |